# Sancak, Bingöl
Sancak là một thị trấn thuộc thành phố Bingöl, tỉnh Bingöl, Thổ Nhĩ Kỳ. Dân số thời điểm năm 2010 là 2.772 người.